# Remelana
Remelana es un género de mariposas de la familia de los licénidos y, dentro de ella, en la subfamilia de los teclinos (Theclinae) y a la tribu de los remelaninos (Remelanini). 
Las especies de este género se encuentran  en la región indomalaya. 
El género Remelana fue establecido por Frederic Moore en 1884.
- Datos: Q1762941
- Multimedia: Remelana / Q1762941
- Especies: Remelana